# 鬼筆亞綱
鬼筆亞綱（学名：Phallomycetidae）是近期设立的一个目，根据Index Fungorum在2009年2月18日的数据共包含4目。